# Jacob Epstein
Sir Jacob Epstein KBE (10. listopadu 1880, New York – 21. srpna 1959, Londýn) byl americko-britský sochař, propagátor moderního sochařství. Narodil se ve Spojených státech a do Evropy se přestěhoval v roce 1902. V roce 1911 se stal britským občanem. Jeho práce byla často kontroverzní, Epstein měl vlastní názor na to, co je pro veřejné umělecké dílo vhodné a svým dílem se to snažil dokázat. Kromě sochařiny také maloval a kreslil. Své práce často vystavoval.

## Životopis

### Mládí a vzdělání
Epsteinovi rodiče, Max a Mary Epsteinovi, byli polští židovští uprchlíci, žijící na newyorské Lower East Side. Epstein pocházel ze střední třídy a byl třetím z pěti dětí. Svůj zájem o kresbu objevil během svých dlouhých období nemoci; jako dítě trpěl záněty pohrudnice. Jako teenager studoval umění v rodném New Yorku, skicoval město a v roce 1900 se stal členem společnosti Art Students League of New York (Ligy studentů umění v New Yorku). Aby se uživil pracoval ve dne ve slévárně bronzu, v noci studoval kresbu a sochařinu. První velkou Epsteinovou zakázkou byly ilustrace knihy amerického novináře, spisovatele a anarchisty Hutchinse Hapgooda z roku 1902 Spirit of the Ghetto (Duch ghetta). Peníze, které za ilustrace obdržel, použil na cestu do Paříže.

### V Evropě
V roce 1902 se Epstein přestěhoval do Evropy a začal v Paříži studovat na Académie Julian a na École des Beaux-Arts. V roce 1905 přesídlil do Londýna a v roce 1906 se oženil s Margaret Dunlop. Britským občanem se stal 4. ledna 1911. Mnoho ze svých soch vytvořil na svých dvou adresách v Loughtonu v Essexu, kde žil nejprve v domě číslo 49, poté v čísle 50, na domě č. 18 je umístěna pamětní plaketa s jeho jménem. Během první světové války krátce sloužil v 38. praporu královských střelců The Royal Fusiliers, známém jako židovská legie; v roce 1918 po skončení války byl z armády propuštěn, aniž by Anglii opustil.

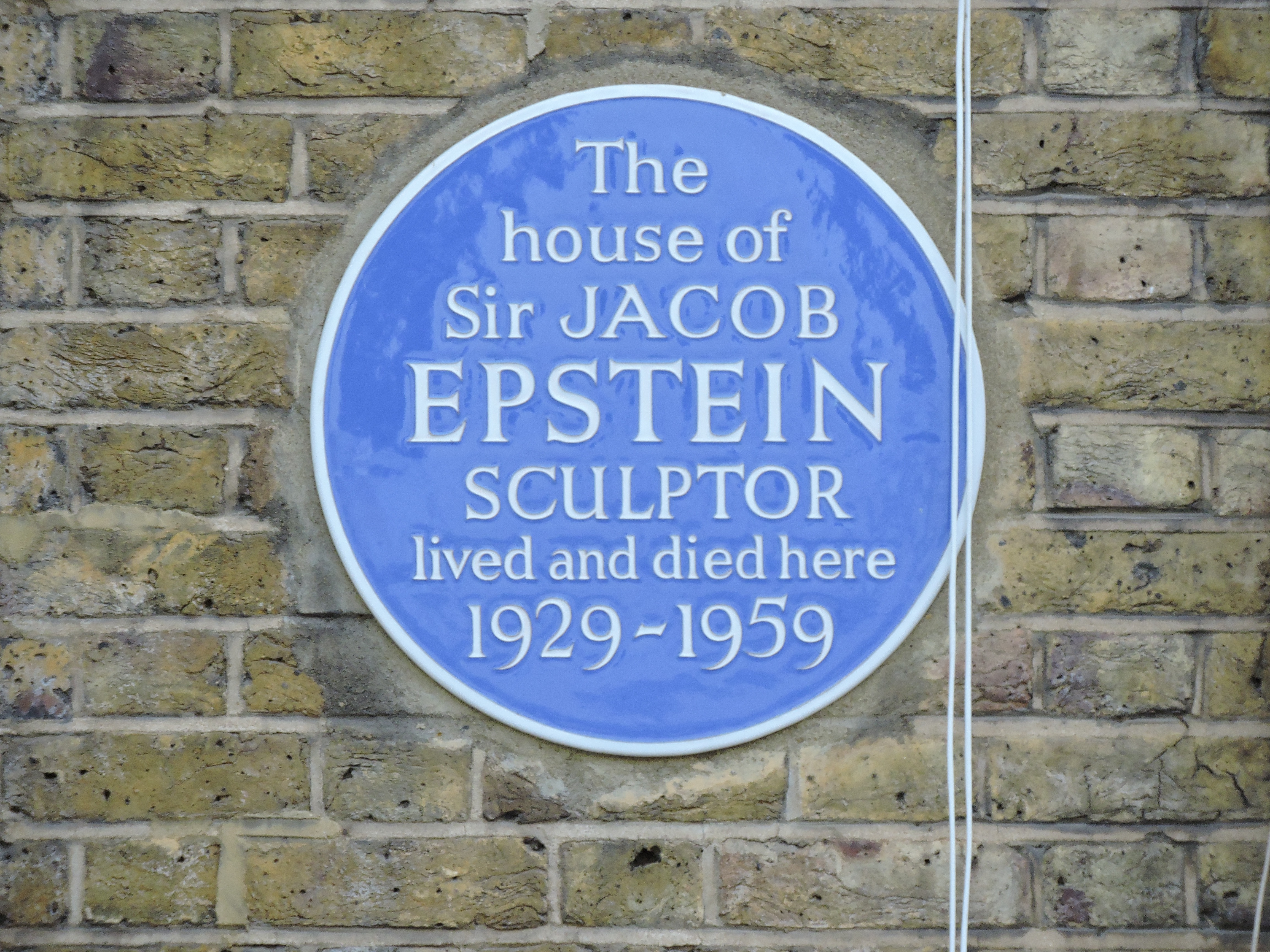
Modrá plaketa, Jacob Epstein, umístěná na domě č. 18 Hyde Park Gate, London SW7 5DH

## Dílo

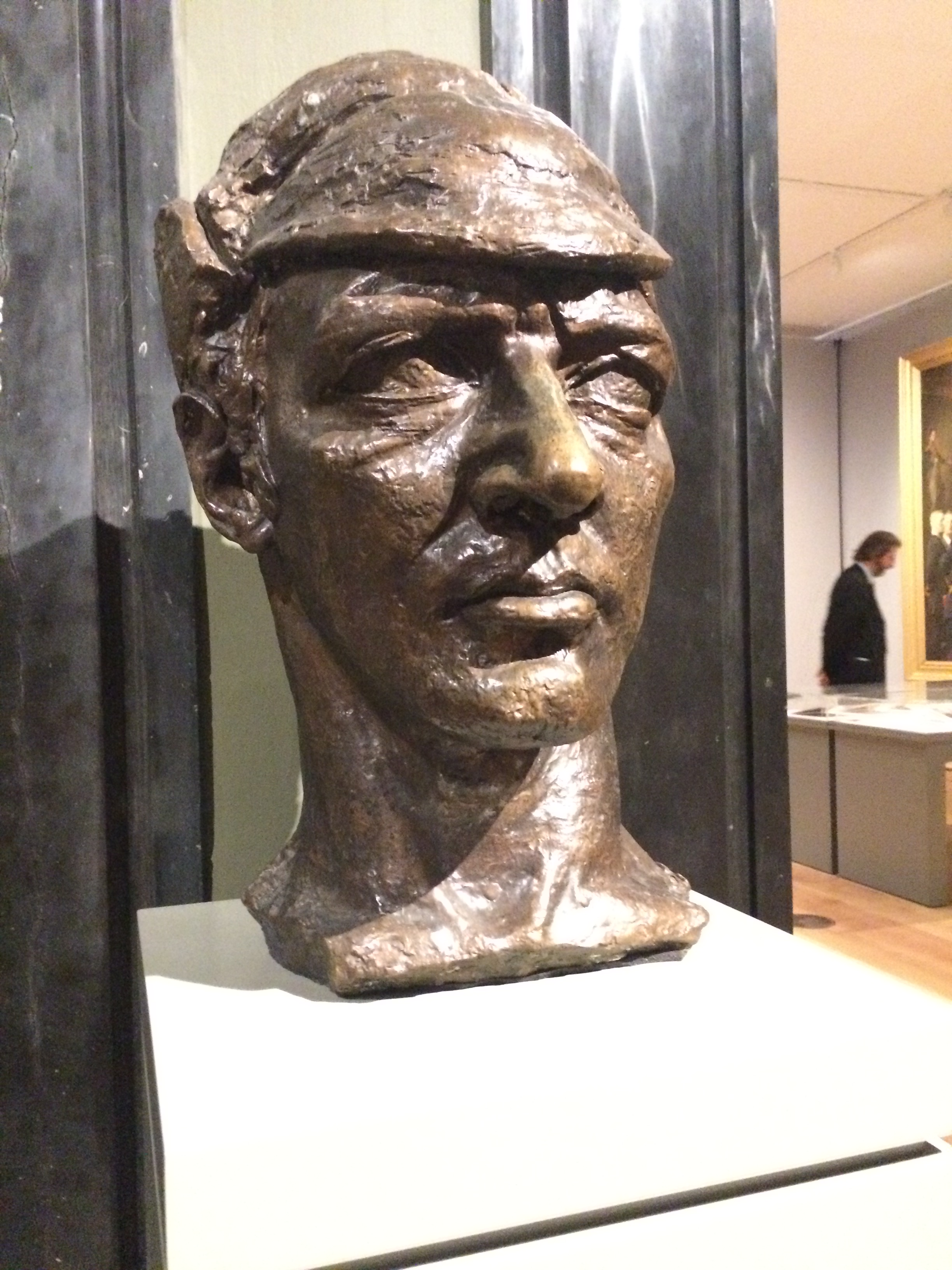
Jacob Epstein, autoportrét, kolem 1912, Národní portrétní galerie, Londýn

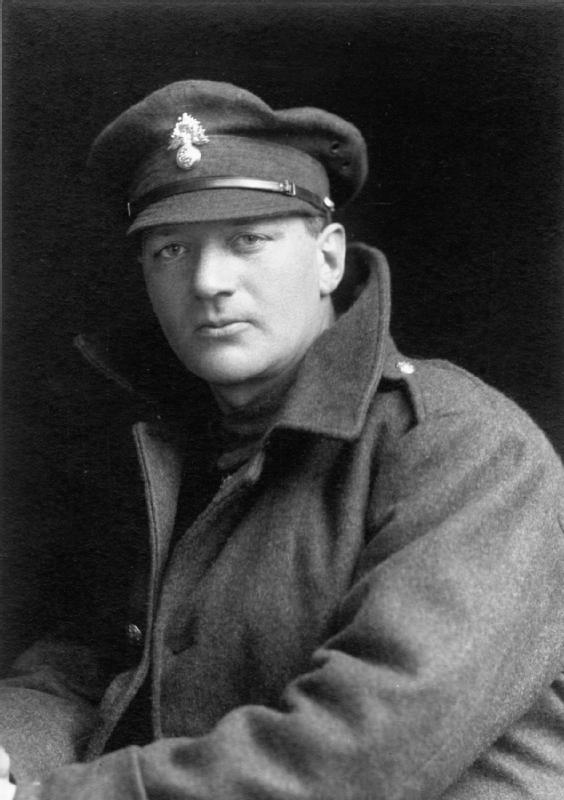
Jacob Epstein

V Londýně se Epstein zapojil do bohémského a uměleckého světa. Vzbouřil se proti zdobnému, někdy až roztomilému umění a vytvářel odvážné, často drsné a masivní sochy z bronzu nebo kamene. Jeho sochy se vyznačují energickým drsným realismem. Jeho styl a pojetí byl avantgardní, jeho práce často šokovaly veřejnost. Nebylo to jen výsledkem jejich (často explicitního) sexuálního obsahu, ale také proto, že Epstein záměrně upustil od konvencí klasického řeckého sochařství, které produkovali evropští akademičtí sochaři. Místo toho experimentoval s estetikou rozmanitých uměleckých směrů. Inspiroval se v Indii, Číně, starověkém Řecku, západní Africe a na tichomořských ostrovech. Lidé v Liverpoolu nazvali jeho nahou mužskou plastiku umístěnou nad vchodem do Lewisova obchodního domu (1954–1956) „Dickie Lewis“. Taková reakce veřejnosti často vyvolávala nepřiměřené zaměření na určité aspekty Epsteinovy dlouhé a produktivní kariéry, během níž se setkával i s nepřátelstvím, zejména pro porušování společenských tabu obklopující zobrazování sexuality.
Londýn nebyl připraven na výsledek první velké Epsteinovy zakázky. V roce 1908 vytvořil 18 velkých nahých soch určených pro fasádu budovy architekta Charlese Holdena, kterou navrhl pro British Medical Association (Britskou lékařskou asociaci) na Strandu (nyní Zimbabwe House). Dílo bylo pro edwardovské cítění považováno za šokující, opět hlavně kvůli názoru, že sochy jsou sexuálně přehnaně explicitní. Z umělecko-historického hlediska však byly plastiky na Strandu kontroverzní z úplně jiného důvodu: představovaly Epsteinův první veřejný pokus odtrhnout se od tradiční evropské ikonografie ve prospěch prvků odvozených z alternativního sochařského prostředí – z klasických uměleckých tradic Indie. Zejména to lze vidět na jeho zobrazení ženských postav, na jejich držení těla, na jejich gestech, na kterých je znát vliv buddhistického, džinistického a hinduistického umění Indie. Současný zmrzačený stav mnoha soch není spojen s prudérní cenzurou; škoda byla způsobena ve třicátých letech 20. století, kdy byly odstraněny vyčnívající, potenciálně nebezpečné prvky po pádu části z jedné ze soch.
Jednou z nejznámějších Epsteinových raných prací je hrobka Oscara Wildea na hřbitově Père Lachaise v Paříži, „která byla francouzskou policií odsouzena jako neslušná a v jedné době byla zakryta plachtou.“

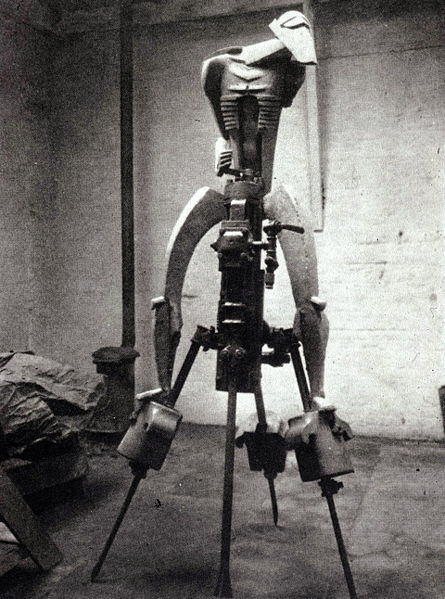
Jacob Epstein, 1913, Rock Drill (Vrtací kladivo), nyní ztraceno. V roce 1974 Ken Cook a Ann Christopher dílo zrekonstruovali, nyní je součástí sbírky Birmingham Museum and Art Gallery. Rock Drill byl označen za ztělesnění ducha „radikálního modernismu dramatičtěji než jakákoli jiná socha, anglická nebo kontinentální“

V letech 1913 až 1915 byl Epstein krátce spojován s hnutím vorticismu a vytvořil jednu ze svých nejznámějších soch The Rock Drill (Vrtací kladivo).
V roce 1915 John Quinn, bohatý americký sběratel a mecenáš modernistů, koupil několik Epsteinových soch, které zařadil do své soukromé sbírky.

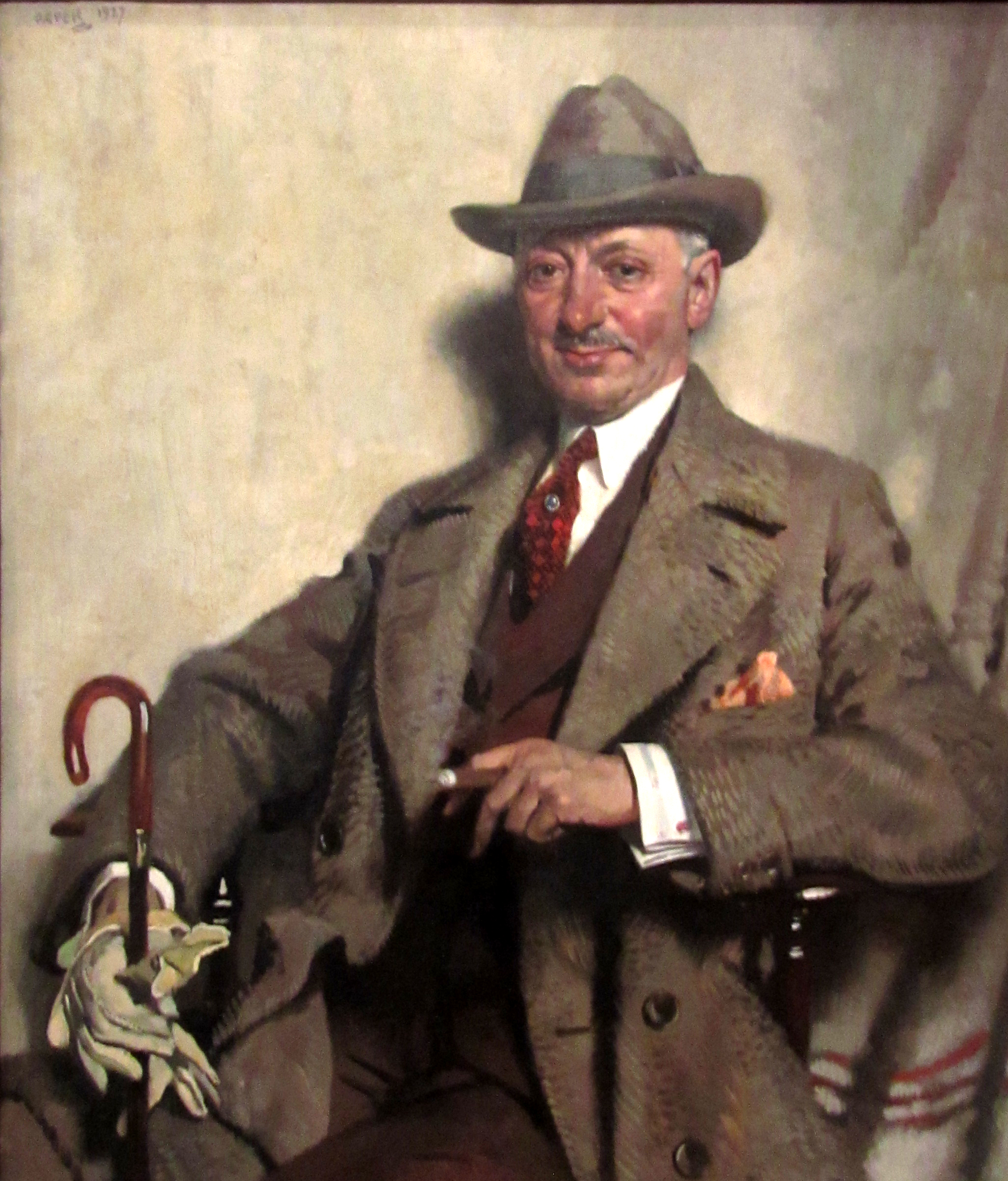
Jacob Epstein, Sir William Orpen, 1927

V roce 1916 Epsteina požádal vikomt Godfrey Morgan, 1. vikomt Tredegar, aby vytvořil bronzovou hlavu newportského básníka Williama Henry Davise. Bronz, který mnozí považují za nejpřesněji ztvárněný umělecký dojem z Daviese a jehož kopii Davies sám vlastnil, lze nalézt v Newport Museum and Art Gallery
V roce 1928 vytvořil Epstein bustu populárního zpěváka a filmové hvězdy Paula Robesona. V roce 1929 vyvolala polemiku další zakázka od Holdena pro novou budovu ústředí London Electric Railway. Jeho nahé sochy Day a Night (Den a Noc) nad vchody na 55. Broadway byly opět považovány za neslušné a po nějakou dobu zuřila debata o odstranění těchto „problematických“ soch. Nakonec bylo dosaženo kompromisu úpravou menší ze dvou postav představující Day. Kontroverze však ovlivnila jeho další naději na získání veřejné zakázky, a až do druhé světové války žádnou zakázku nedostal.
V letech 1930 až 1950 byla v Blackpoolu vystavena řada Epsteinových děl. Adam, Consummatum Est, Jacob and the Angel and Genesis a další díla byla původně vystavena ve starém obchodě s látkami, obklopená červenými sametovými závěsy. Po zaplacení 1 šilinku mohli lidé vejít dovnitř a sochy si prohlédnout. Poté byly sochy vráceny do Blackpoolu a vystaveny v sekci anatomických kuriozit muzea voskových figurín Louise Tussauda, pravnuka Marie Tussaud. Práce byly vystaveny vedle marionet, anatomických kuriozit a „siamských“ dvojčat ve sklenicích. Umístění Epsteinových prací do této podivné společnosti možná přispělo k jeho rozhodnutí nevytvářet další díla ve stylu taille directe, kdy sochař vytváří sochu bez přípravných prací na modelu či maketě.

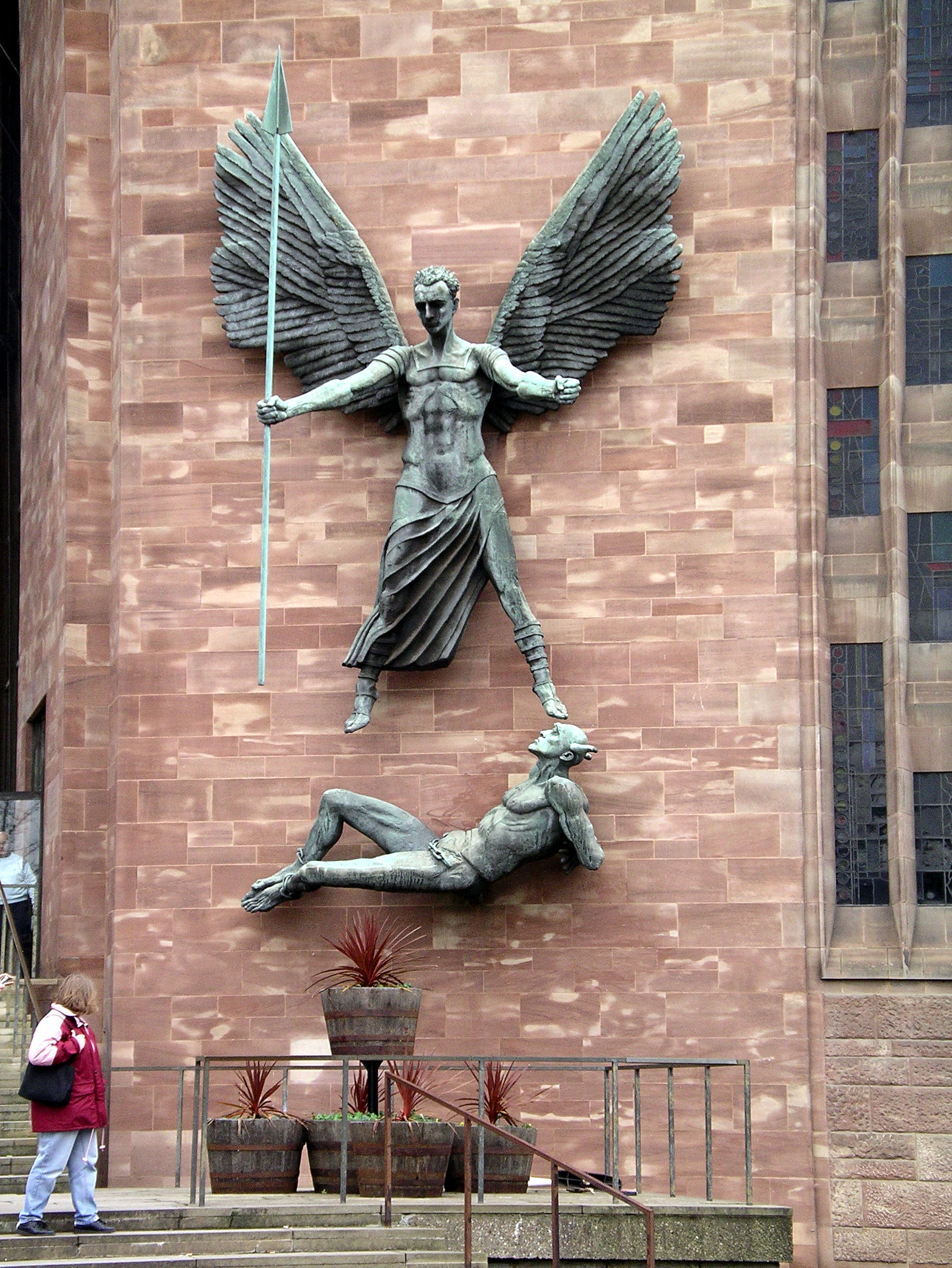
Sv. Michael vítězí nad ďáblem (1958), nyní Coventryská katedrála

Bronzové portrétní sochy byly Epsteinovými hlavními a možná i nejznámějšími pracemi. Často pracoval s hrubě texturovanými povrchy, expresivně manipuloval s malými povrchovými rovinami a detaily obličeje. Některé skvělé příklady těchto prací jsou v Národní portrétní galerie v Londýně. Dalším příkladem je busta manažera fotbalového klubu Arsenalu Herberta Chapmana, která byla po mnoho let umístěna v hale stadionu Highbury (Arsenal Stadium), než byla přemístěn na nový stadion Emirates Stadium.
Během druhé světové války byl Epstein požádán, aby vytvořil šest bust pro poradní výbor válečných umělců (War Artists' Advisory Committee). Poté, co dokončil bronzové busty námořního admirála Sira Andrewa Cunninghama, generála Sira Alana Gordona Cunninghama, důstojníka britské armády, a leteckého maršála Sira Charlese Portala (Charles Portal, 1. vikomt Portal of Hungerford) a britského politika Ernesta Bevina, přijal Epstein zakázku na vytvoření busty britského politika Johna Andersona, 1. vikomta Waverley, ministra vnitra a ministra financí za druhé světové války. Bustu Winstona Churchilla dokončil počátkem roku 1947.
Epsteinova socha z hliníku, nazvaná Christ in Majesty (Veličenstvo Kristus) (1954–1955) je zavěšena nad hlavní lodí v katedrále v Llandaffu v Cardiffu na betonovém oblouku navrženém architektem Georgem Pacem.
Jeho větší sochy byly jeho nejexpresivnější a velmi experimentální, ale byly také jeho nejzranitelnějšími pracemi. Jeho socha nazvaná Rima, po jedné z nejslavnějších postav autora W. H. Hudsona, je ozdobou Hyde Parku. I zde byl jakýsi návštěvník tak pobouřen, že dílo pošpinil barvou. Epstein byl jedním z 250 sochařů, kteří vystavovali na 3. mezinárodní sochařské výstavě, kterou organizovala Association for Public Art ( Asociace pro veřejné umění) a která se konala v muzeu umění ve Filadelfii v létě roku 1949.
Epstein často zobrazoval své přátele, náhodné známé a dokonce i lidi, kteří náhodně vstoupili do jeho ateliéru. Pracoval i v den své smrti. Také maloval; mnoho z jeho akvarelů a kvašů vytvořil v Epping Forest v Loughtonu, kde žil a pracoval. Často byly vystavovány v Leicester Galleries v Londýně. Díla Monkwood Autumn, Pool, Epping Forest vytvořil mezi roky 1944 až 1945.
Epstein byl Žid, a negativní recenze jeho díla mají někdy antisemitskou příchuť, ačkoli on sám „nepříznivou kritiku“ své práce většinou nepřisuzoval antisemitismu.
V roce 1933 se Epstein setkal s Albertem Einsteinem v Roughton Heath v Norfolku a on mu třikrát seděl modelem pro svou bustu. Epstein vzpomímal na své setkání s Einsteinem: „Jeho pohled byl humánních, hluboký, ale i humorný. Ta kombinace mně potěšila. Připomínal stárnoucího Rembrandta.“

## Osobní život

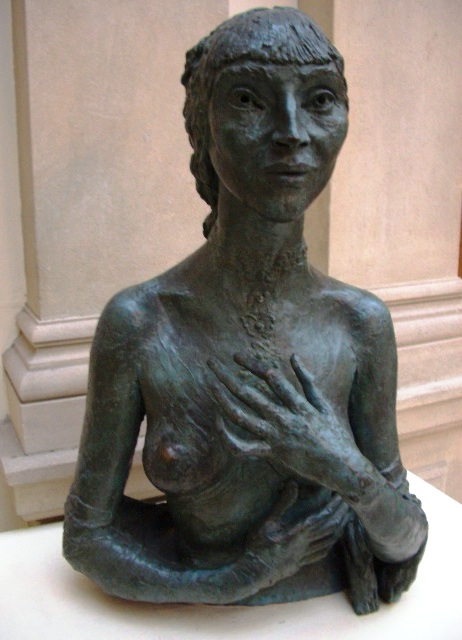
Kathleen (Garman), 1935, Bristol City Museum and Art Gallery

Přestože byl ženatý s Margaret a stále s ní žil, měl řadu vztahů s dalšími ženami. Epstein měl pět dětí. Peggy Jean (1918–2010), Theo (1924–1954), Kathleen (1926–2011), Esther (1929–1954) a Jackie (1934–2009). Margaret tyto vztahy obecně tolerovala – dokonce do té míry, že tyto děti vychovávala. V roce 1921 začal Epstein nejdelší z těchto vztahů, vztah s Kathleen Garman, jednou ze sester Garmanových. Kathleen byla matkou jeho tří prostředních dětí, které Margaret vychovávala až do své smrti. Margaret „tolerovala Epsteinovi nevěry, umožnila jeho modelkám a milenkám žít v rodinném domě a vychovala první Epsteinovo dítě, Peggy Jean, která byla dcerou Meum Lindsell, jedné z předchozích Epsteinových milenek“.
Margaretina tolerance se evidentně nevztahovala na vztah Epsteina s Kathleen Garman, protože v roce 1923 Margaret Kathleen střelila do ramene. Margaret Epstein zemřela v roce 1947 a poté, co se Epstein stal nositelem řádu „Honorary Knights Commander of the Order of the British Empire‎“ (Čestný velitel rytířů Řádu britského impéria) v roce 1954 se v roce 1955 s Kathleen Garman oženil. Jejich nejstarší dcera, také jménem Kathleen, ale známá jako „Kitty“, se v roce 1948 provdala za malíře Luciana Freuda a byla matkou jeho dcer Annie a Annabel. V roce 1953 se rozvedli. V roce 1955 se podruhé provdala za ekonoma Wynne Godleye. Měli spolu jednu dceru.

## Smrt a odkaz

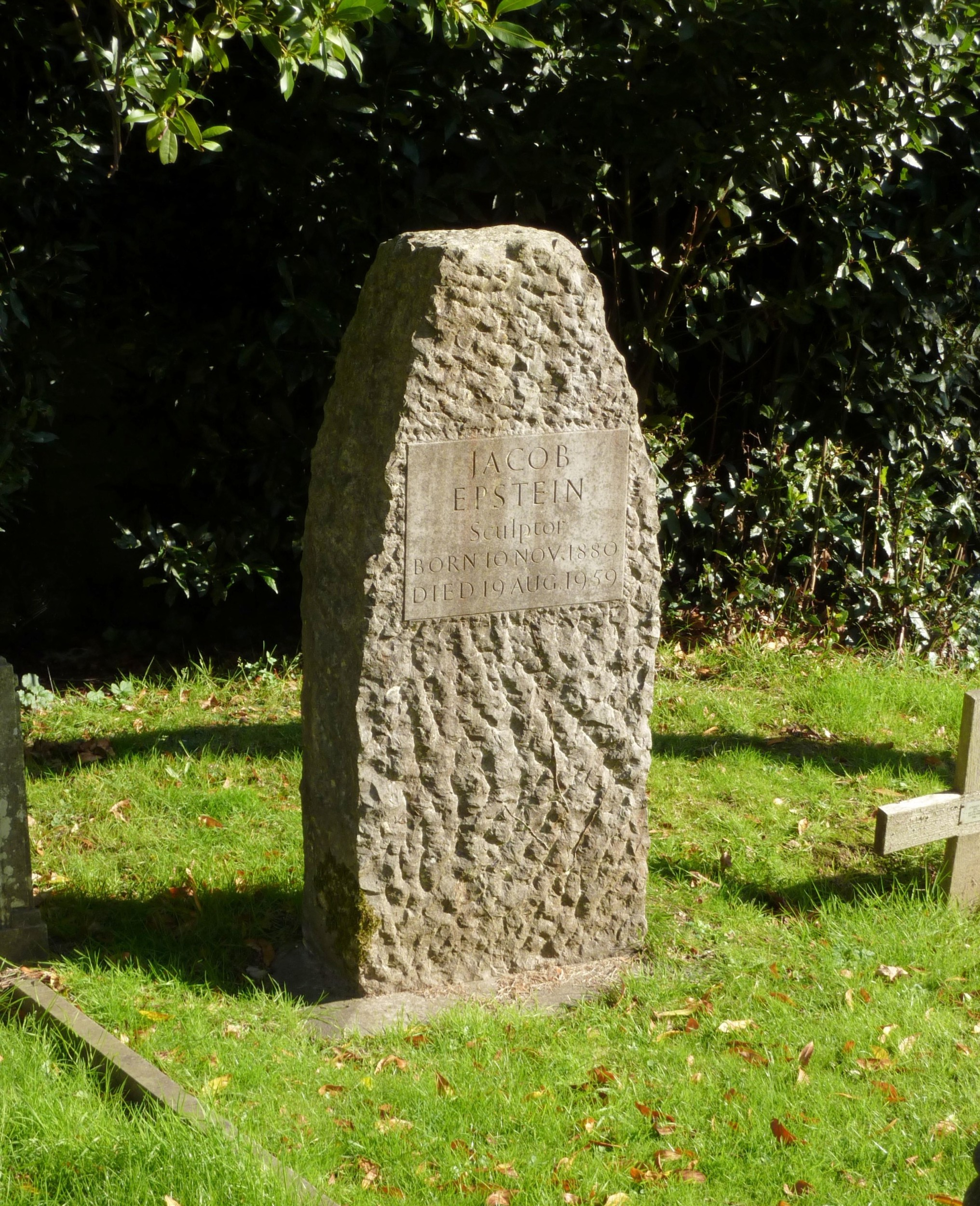
Hrob Jacoba Esteina, hřbitov Putney Vale, Londýn, 2014

Epstein zemřel v srpnu 1959 v Kensingtonu a je pohřben na hřbitově Putney Vale na jihozápadě Londýna. Modrou plaketu lze nalézt na „Deerhurst“, 50 Baldwins Hill v Loughtonu, který byl jeho domovem v letech 1933 až 1950.
Sbírka Garmana Ryana, včetně několika děl Jacoba Epsteina, byla věnována městu Walsall lady Epsteinovou v roce 1973. Je vystavena v The New Art Gallery Walsall.
Jeho umění je vystaveno po celém světě; ve své době byl velmi originální, ovlivnil mnoho z mladší generace sochařů, jako jsou Henry Moore, známý svými semi-abstraktními monumentálními bronzovými sochami, a Barbara Hepworth, byl významný. Životopisec June Rose píše ve své biografii o Epsteinovi, že se Moore s Epsteinem počátkem let 1920 spřátelil a navštívil Epsteina v jeho ateliéru. Epstein spolu s Moorem a Barbarou Hepworth svým dílem prokázali hlubokou fascinaci nezápadním uměním, vož je znát z prací vystavených v londýnském v Britském muzeu.
V březnu 2000 společnost Epstein Estate jmenovala Tate Images Epsteinovým agentem pro ochranu autorských práva a veškerá povolení.

## Vybrané práce
- 1907–08 Ages of Man[34] – British Medical Association ústředí, Londýn – poškozeny/zničeny
- 1910 Rom, vápenec, portrét Romily Epstein, National Museum Cardiff, Welsh National Museum of Art, Cardiff, Wales.[35]
- 1911–12 Náhrobek Oscara Wilda – Père Lachaise Cemetery, Paříž
- 1913–14 Rock Drill (Vrtací kladivo), bronz[36] – Tate Collection (symbolizující „strašlivé monstrum Frankensteina, které jsme sami vytvořili“)
- 1917 Venuše, mramor, Yale University Art Gallery, New Haven, Connecticut
- 1919 Kristus, bronz, Wheathampstead, Anglie
- 1921 Busta Jacoba Kramera – Leeds Art Gallery, Leeds
- 1922–30 Hlava Hanse Kindlera – Kemper Art Museum, St. Louis, MO
- 1924–25 Rima, památník W. H. Hudsona,[37] – Hyde Park, Londýn
- 1928–29 Noc a Den, portlandský kámen – 55 Broadway, St. James', Londýn
- 1933 Hlava Alberta Einsteina, bronz, Honolulu Museum of Art
- 1939 Adam, Alabastr – Blackpool, Anglie; nyní Harewood House, poblíž Leedsu
- 1940–41 Jacob a Anděl, alabastr[38] – Tate Collection (kontroverzní anatomie)
- 1944–45 Archanděl Lucifer, bronz, Birmingham Museum and Art Gallery[39]
- 1947–48 Lazar, Hoptonwood Stone – nyní v kapli New College, Oxford
- 1950 Madonna s dítětem, bronz[40] – Convent of the Holy Child Jesus, Londýn
- 1954 Social Consciousness[41] – University of Pennsylvania, Philadelphia[42]
- 1954–55 Jeho Výsost Kristus, hliník, Llandaff Cathedral, Cardiff
- 1956 Liverpool Resurgent (Oživení Liverpoolu)[43] – obchodní dům Lewis, Liverpool
- 1958 St. Michael vítězící nad ďáblem, bronz, katedrála v Coventry
- 1959 The Rush of Green (Útěk do zeleně), (také známé jako Pan nebo The Bowater House Group)[44] – Hyde Park, Londýn

## Ukázka sochařských prací Jacoba Epsteina

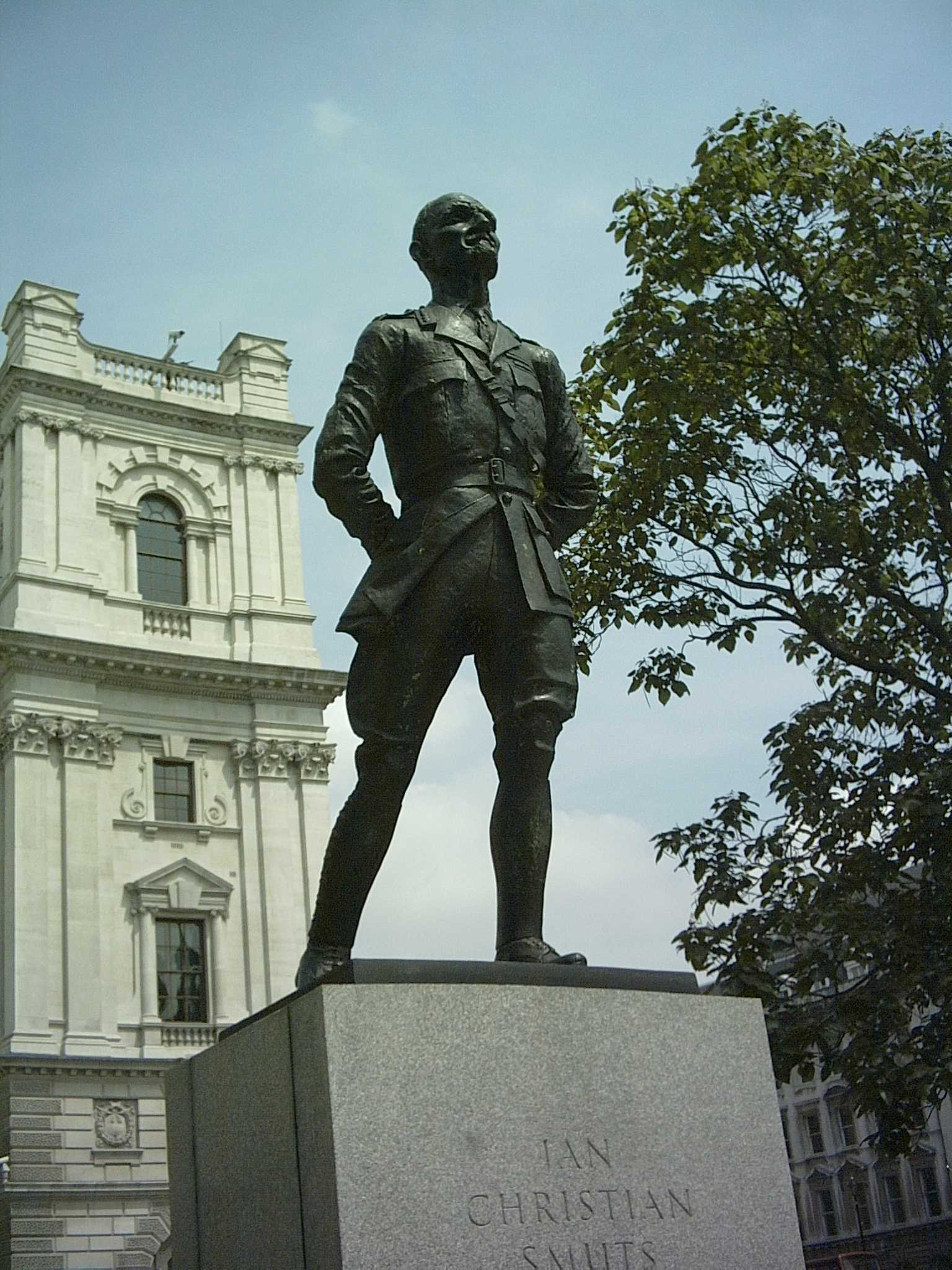
Jan Smuts na Parliament Square, Londýn
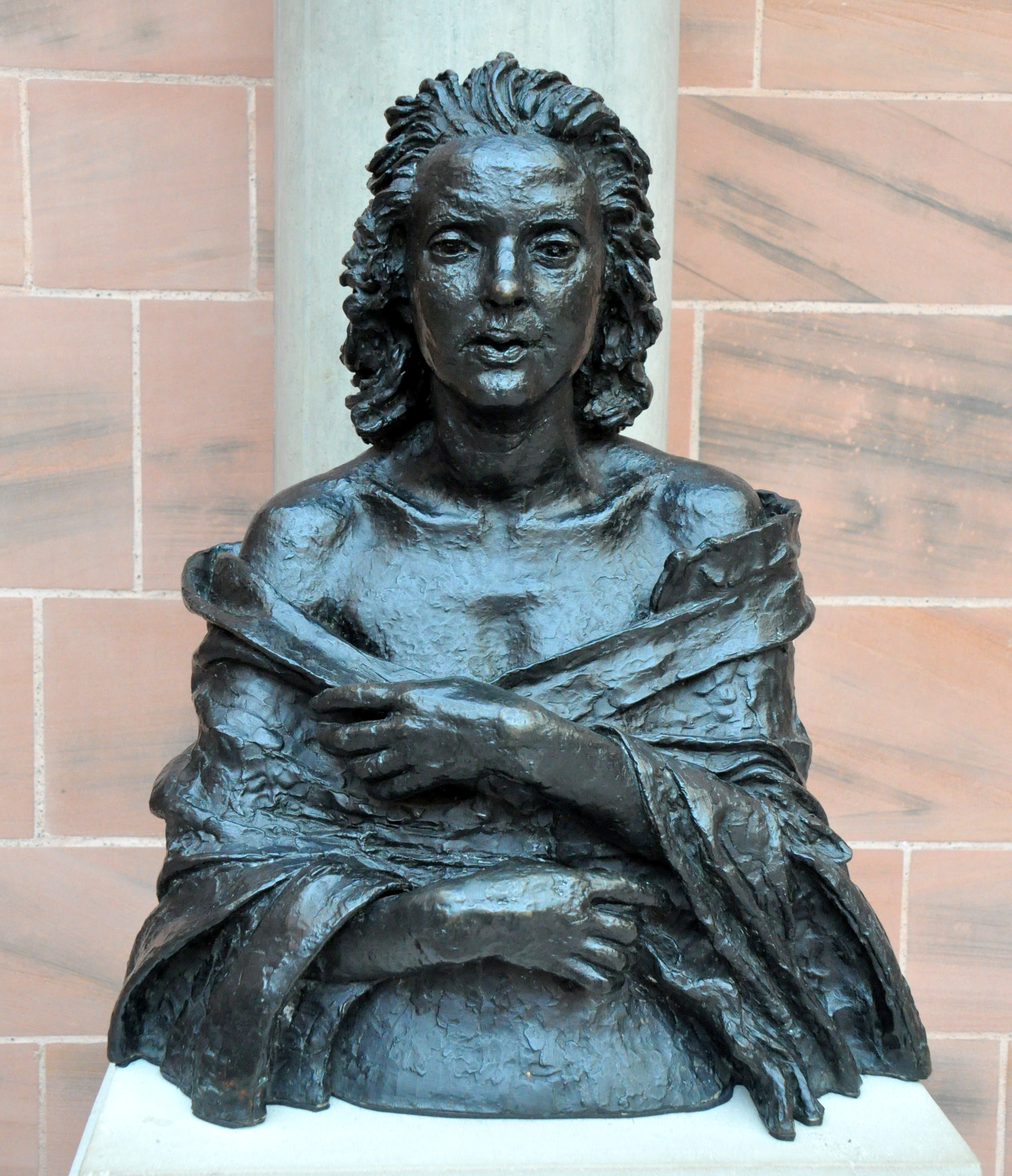
Lilian Shelly, bronz, 1920, Burrell Collection, Glasgow, Anglie
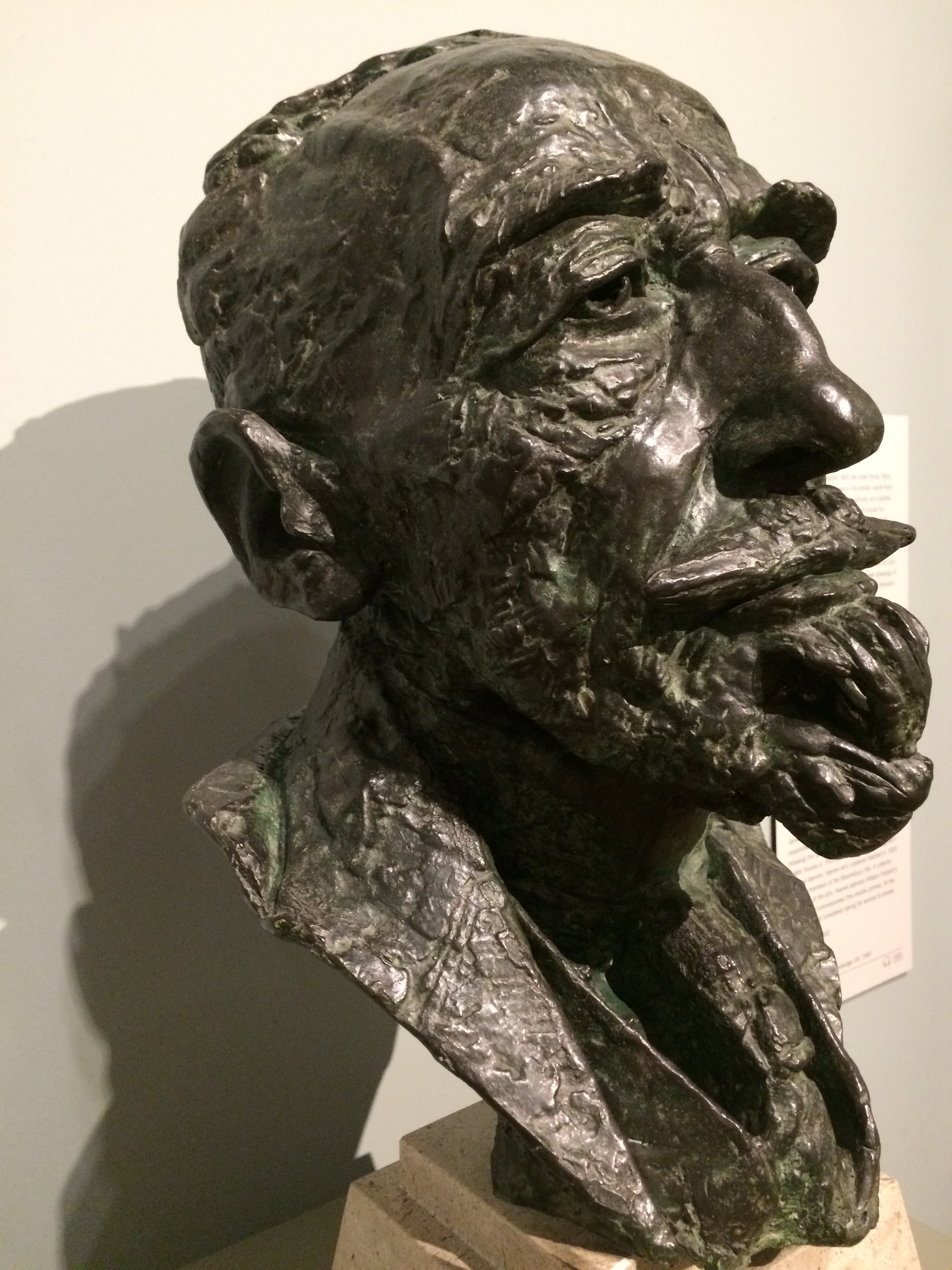
Joseph Conrad, 1924, Národní portrétní galerie, Londýn,[Poz 2]
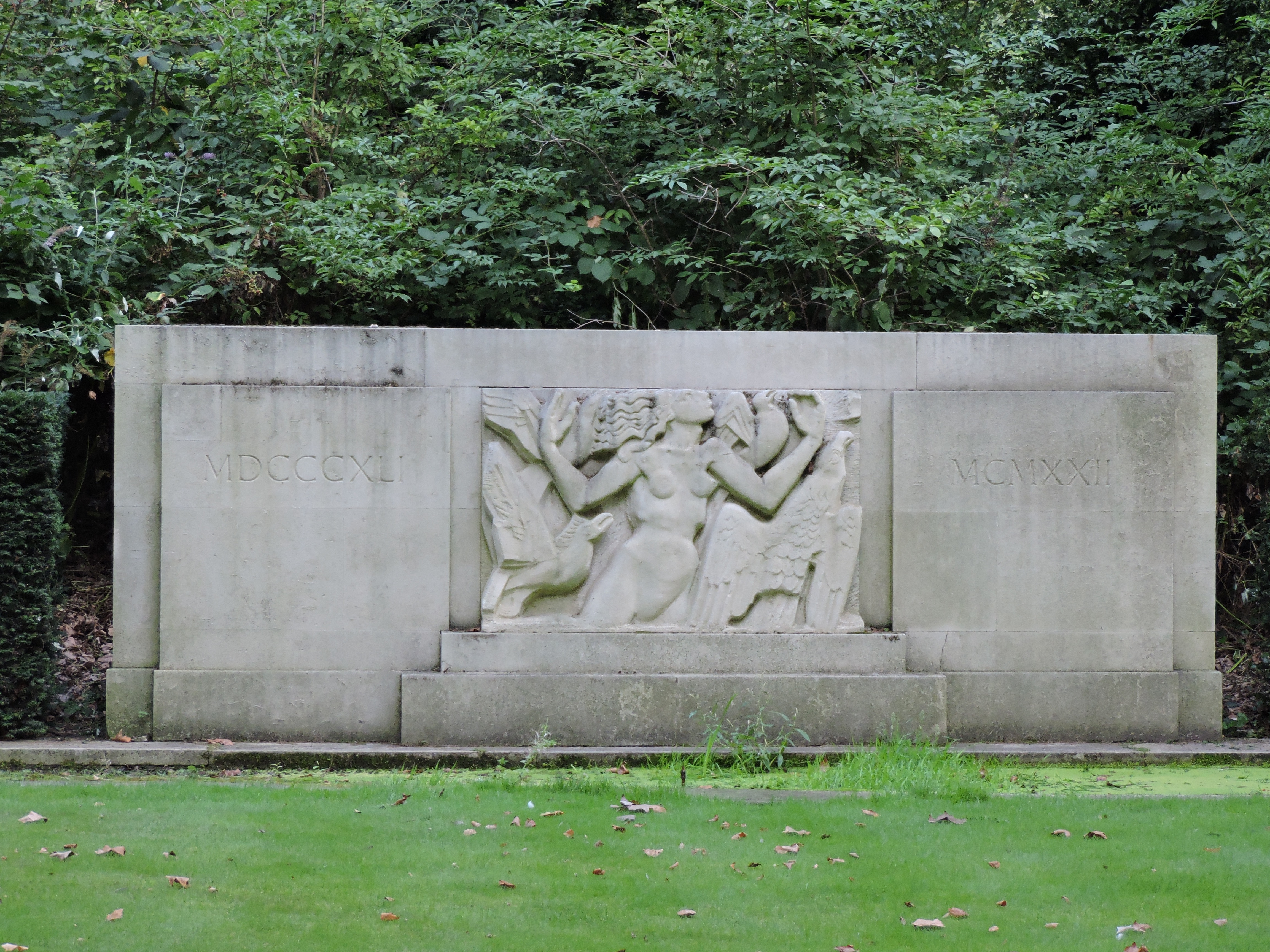
Hudson Memorial Bird Sanctuary (Památník rezervace ptáků), 1924, Hyde Park, Londýn
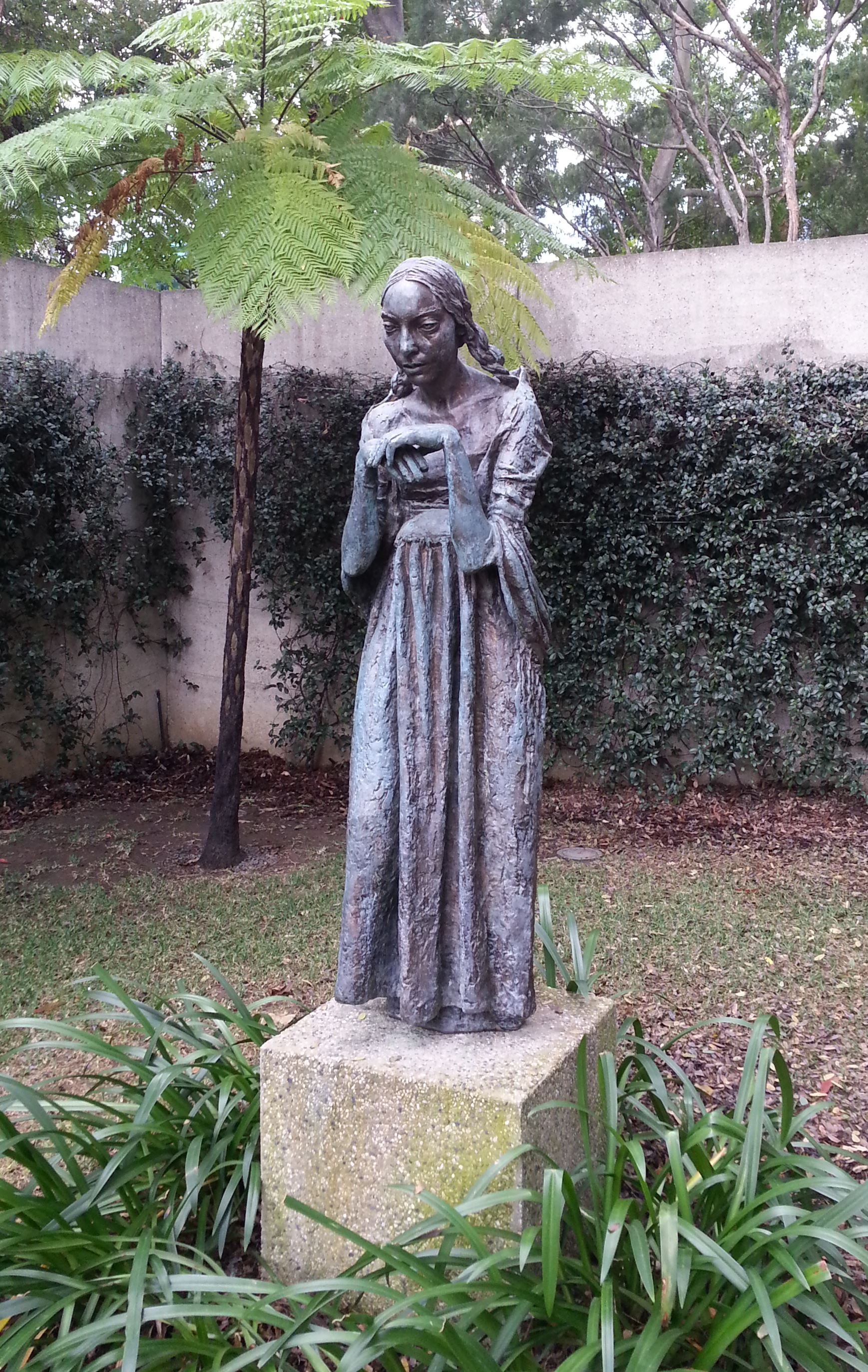
The Visitation (Navštívení), 1926, Queensland Art Gallery
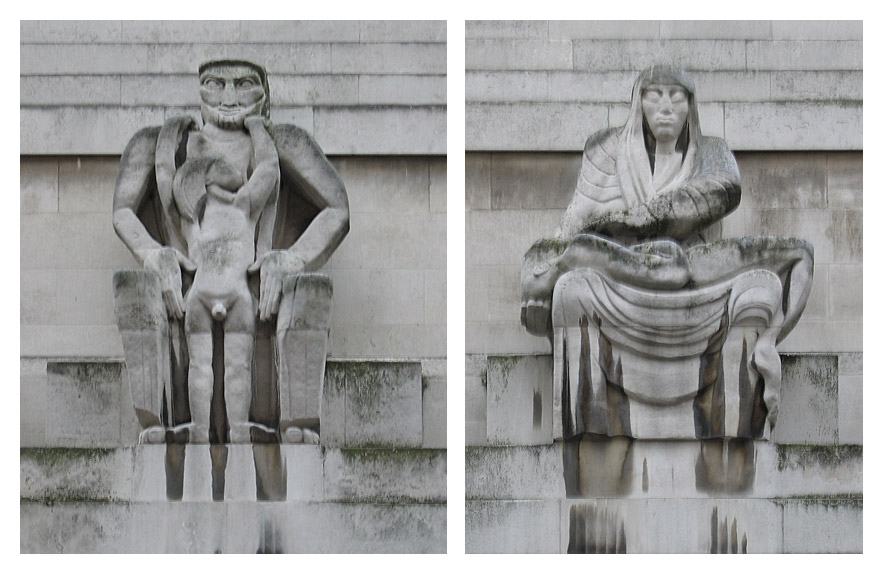
Den a Noc, Pertlandský vápenec, 1928, ústředí London Electric Railway[Poz 3]
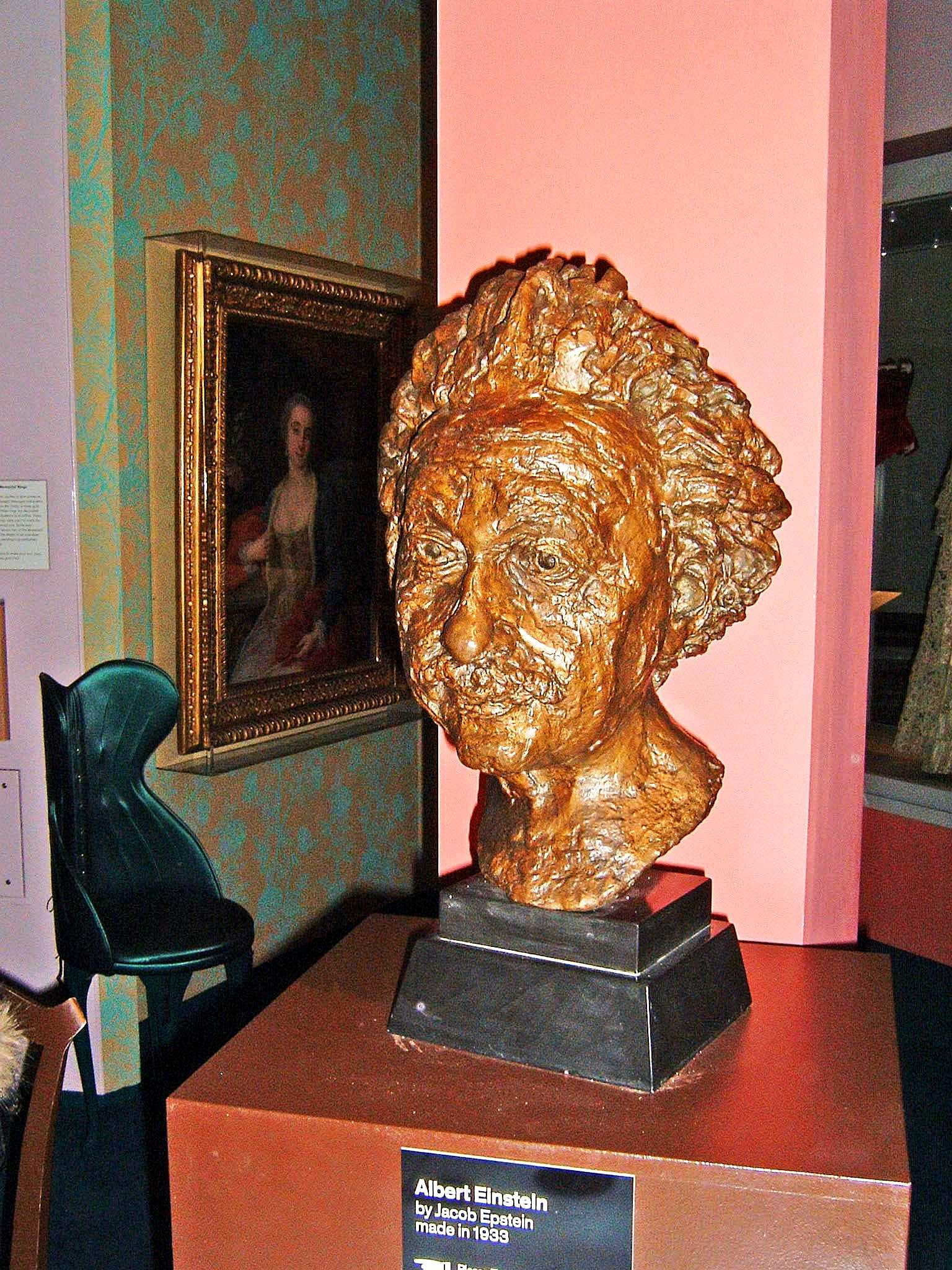
Albert Einstein, 1933, Birmingham Museum a Art Gallery
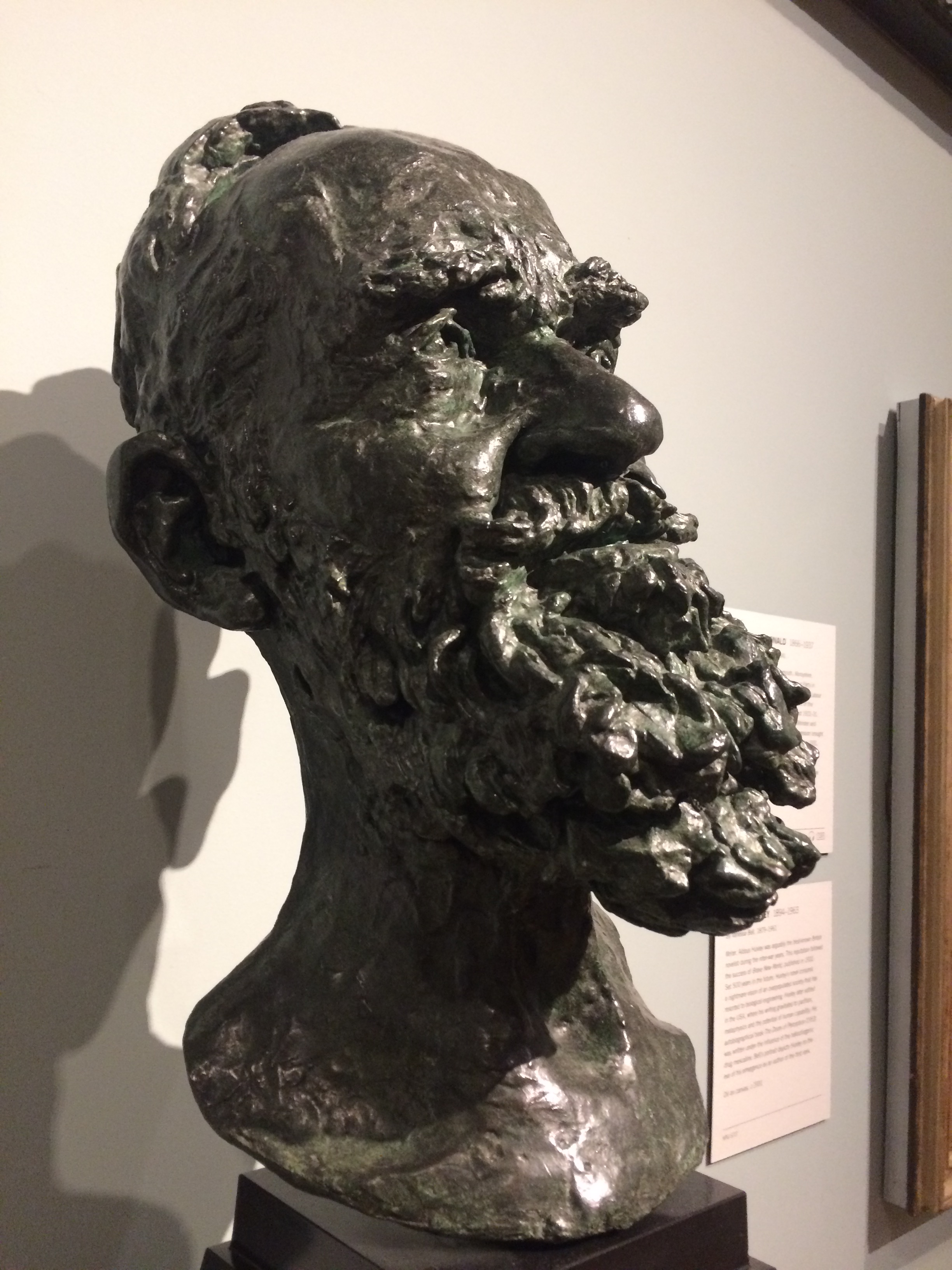
George Bernard Shaw, 1934, Národní portrétní galerie, Londýn
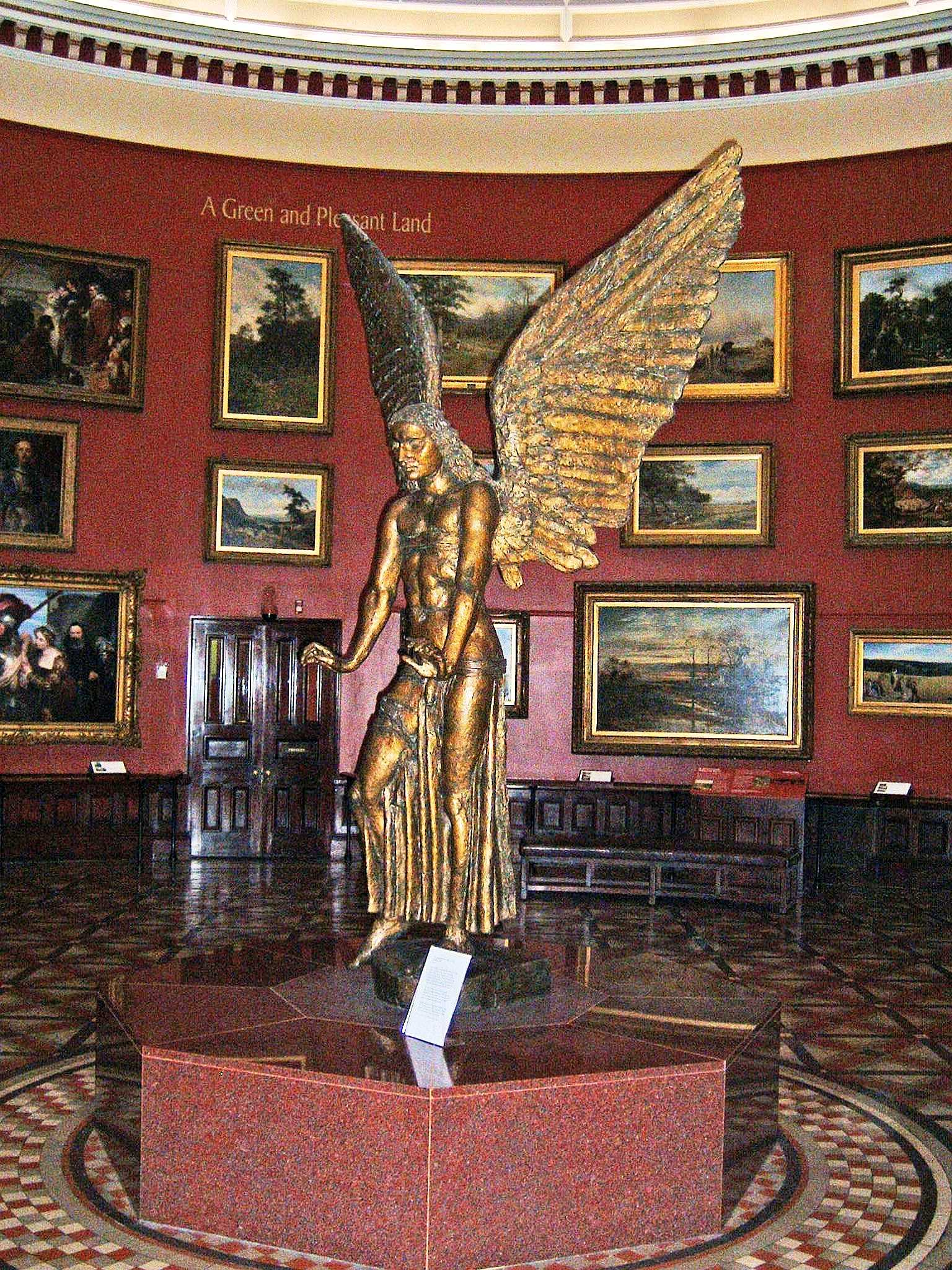
Archanděl Lucifer, 1944–45, Birmingham Museum & Art Gallery
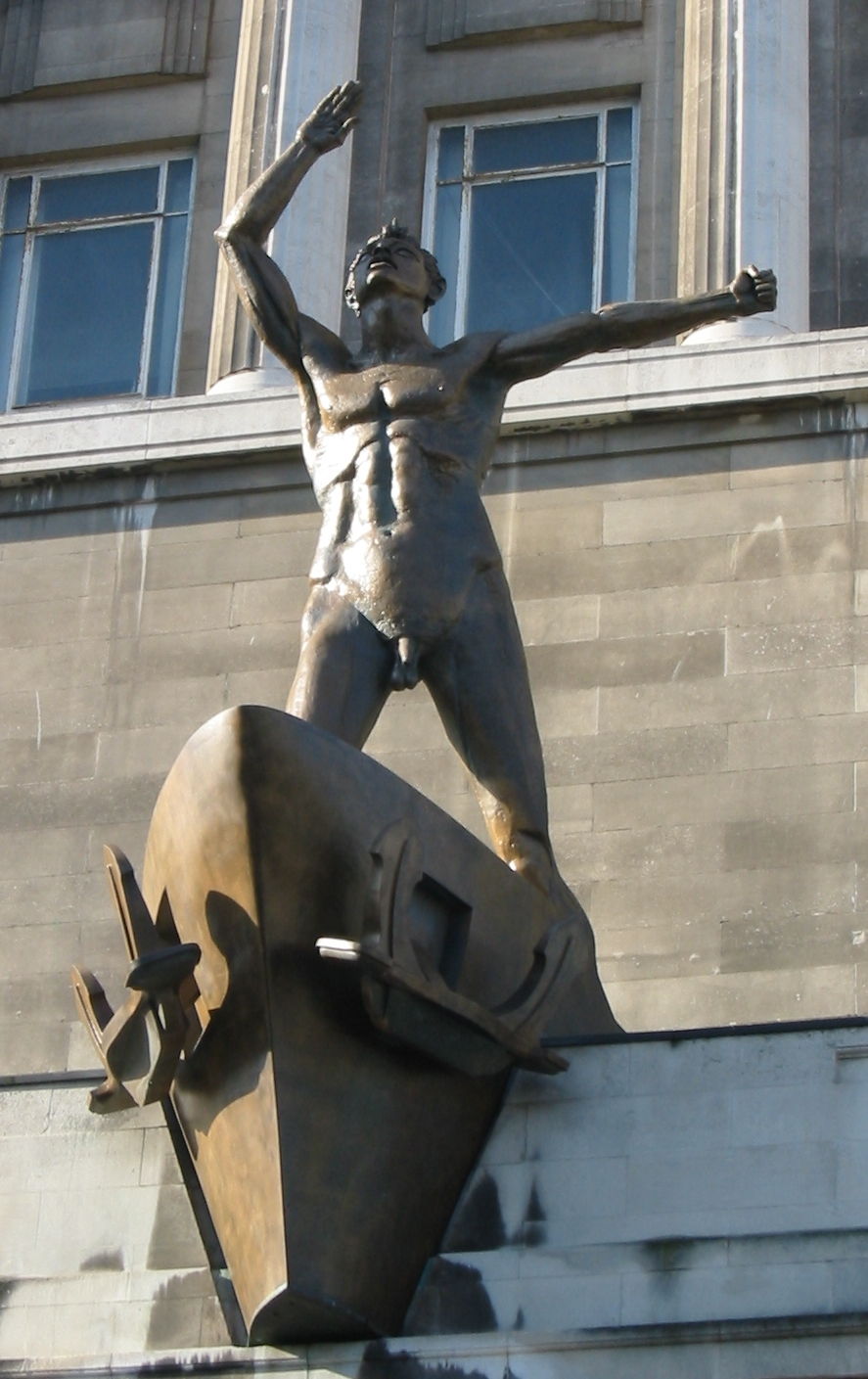
Liverpool Resurgent, 1956, Lewis's store, Liverpool
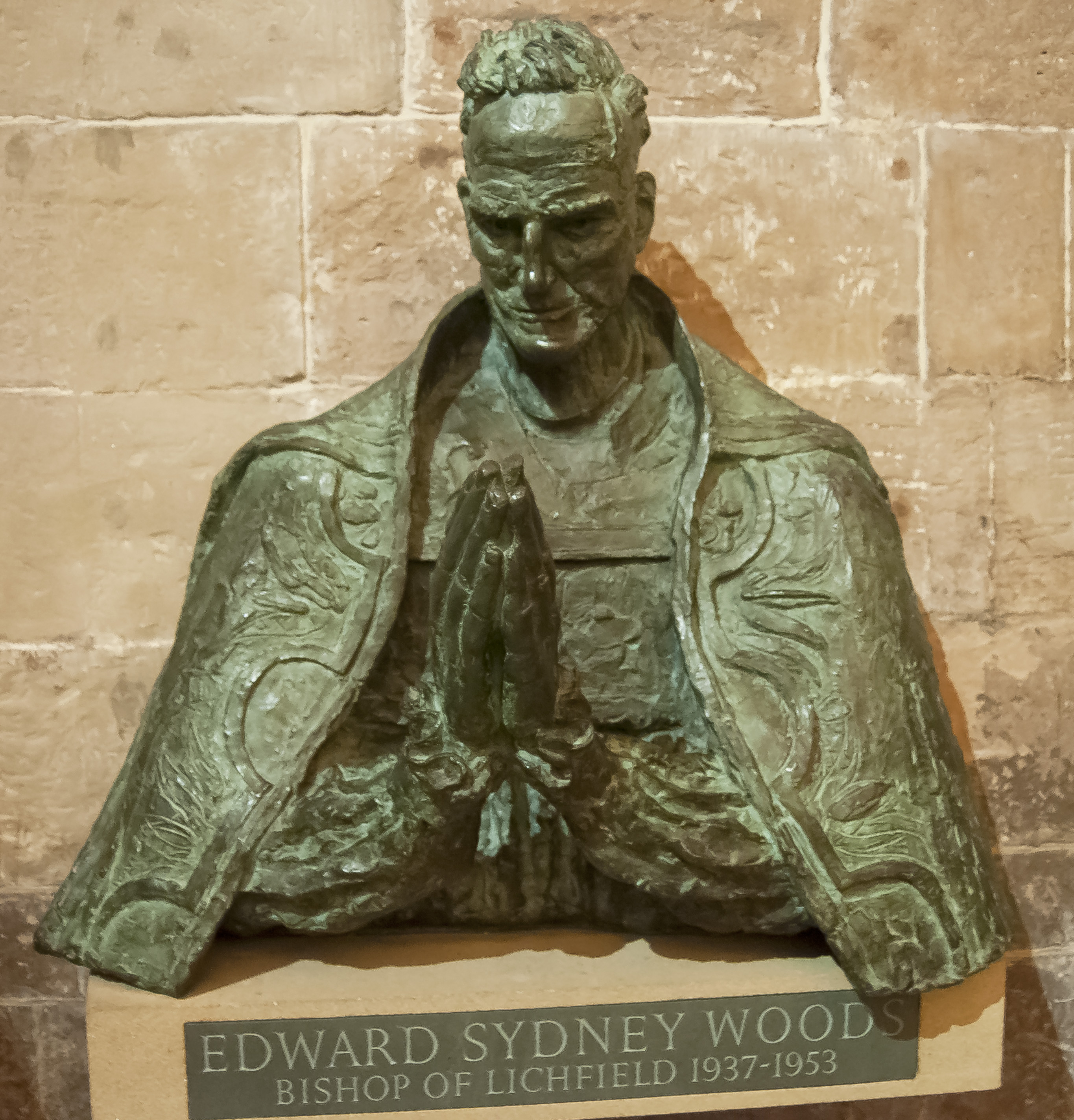
Biskup Edward Sydney Woods, 1958, katedrála Lichfield
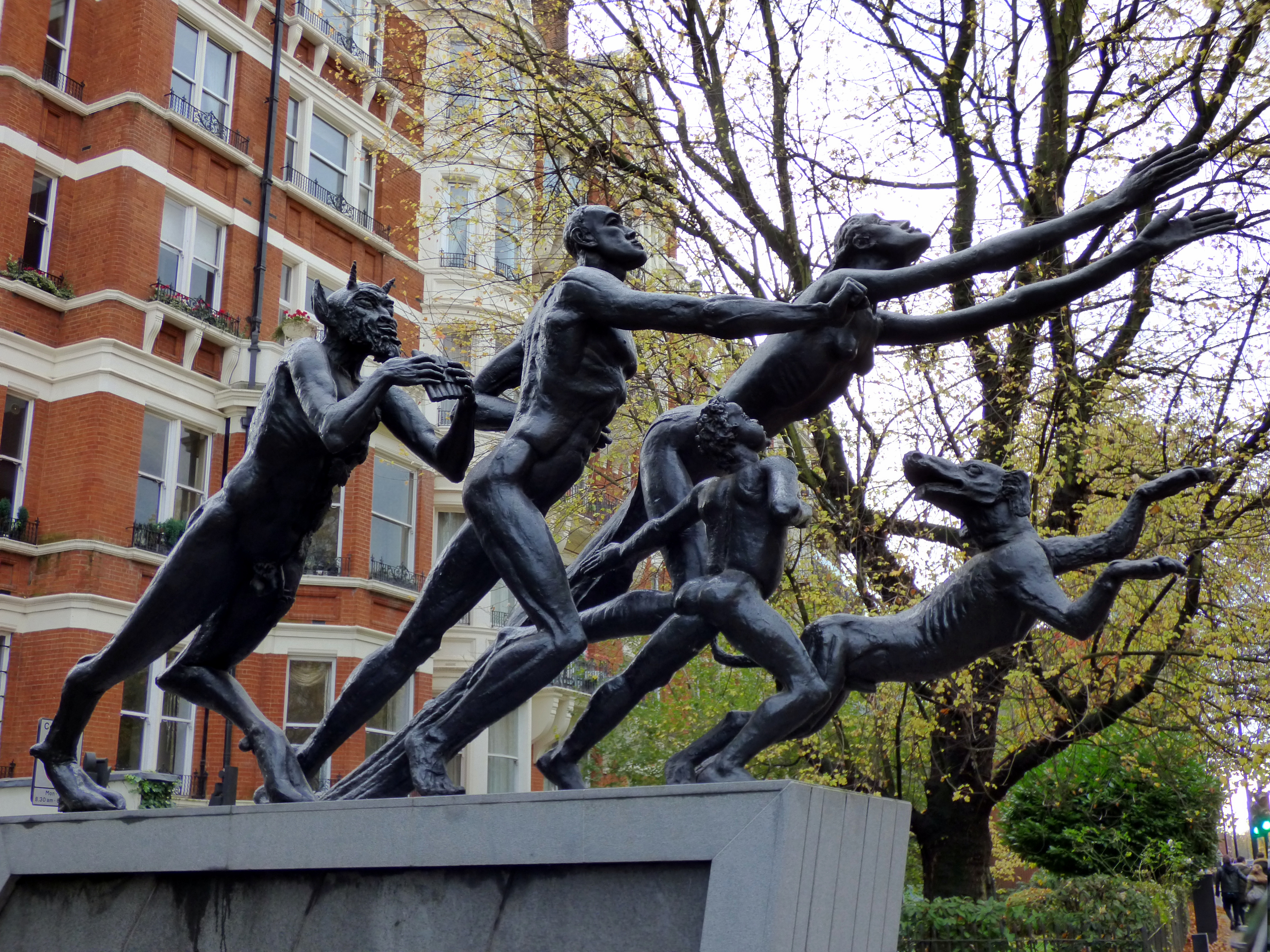
Pan Statue, také známá jako Rush of Green, 1961, Hyde Park, Londýn